# Cassandra Rios
Cassandra Rios (San Paolo, 3 ottobre 1932 – San Paolo, 8 marzo 2002) è stata una scrittrice brasiliana.
Autrice di decine di libri che quarant'anni destarono scalpore in Brasile per il loro stile "pornografico", fra cui A Tara, Tessa, a Gata, Volúpia do pecado, A paranoica, Muros Altos, Uma Mulher Diferente, Cabelos de Metal e A Borboleta Branca.

## Biografia
Nata nel 1932 in seno a una famiglia di origine spagnola con il nome di Odete Rios, Cassandra Rios fu una delle autrici di opere più vendute negli anni sessanta e settanta, ed una delle più perseguitate dalla censura del regime militare, che non tollerava l'alto contenuto erotico della sua opera, considerata pornografica dai settori più conservatori della cultura. Nei suoi libri, Cassandra Rios scriveva liberamente e con molta sensualità a proposito di tematiche parecchio controverse per l'epoca, come l'omosessualità femminile o le relazioni che intercorrevano fra sesso, religione, politica e culti umbandisti, che attentavano alla morale difesa e propagata dalla giunta militare. Lesbica dichiarata, arrivò a vendere trecentomila copie all'anno, un successo editoriale eguagliato solo decenni dopo da Paulo Coelho.
Debuttò a soli sedici anni con Volúpia do Pecado, nel 1948, ed ebbe ben presto un in consistente seguito popolare con innumerevoli opere, affiancata da un'altra donna considerata anch'essa pornografica, Adelaide Carraro.
Nel 1976, ancora 33 dei 36 libri della scrittrice erano passati sotto l'esame della censura ed erano proibiti in tutto il Brasile. Da allora, scomparve dalla pubblica notorietà, auto-producendo i suoi ultimi libri.

## Alcune opere
- Volúpia do Pecado
- Carne em delírio
- Nicoletta Ninfeta
- Crime de Honra
- Uma Mulher Diferente
- Copacabana Posto 6 - A madrasta
- A Lua Escondida
- O Gamo e a Gazela
- A Borboleta Branca
- As Traças
- A Tara
- O Prazer de Pecar
- Tessa, a Gata
- A Paranoica
- Breve História de Fábia
- Um Escorpião na Balança
- Muros Altos